# كيميروت
كيميروت هي بلدة تقع في منطقة قيكيقتالوك في ولاية نونافوت،كندا.